# Maira auribarbis
Maira auribarbis là một loài ruồi trong họ Asilidae. Maira auribarbis được Macquart miêu tả năm 1848.